# Ferrosul
A Ferrovia da Integração do Sul S.A. (Ferrosul), possuirá o propósito de planejar, construir e operar, sob controle público, ferrovias e sistemas logísticos nos estados do Rio Grande do Sul, Santa Catarina, Paraná e Mato Grosso do Sul, conforme decisão do Conselho de Desenvolvimento e Integração Sul (Codesul). Para tanto será incorporada a Ferroeste, no trecho que compreende a ligação entre Guarapuava e Cascavel no estado do Paraná.

## Trechos
A Ferrosul utilizaria o trecho existe entre Guarapuava-Cascavel (250 km), da Ferroeste, além de construir trechos novos.
Trechos propostos para a Ferrosul:
- Maracaju-Cascavel (500 km), EF-484[2];
- Guarapuava-Paranaguá, 365 km);
- Cascavel-Foz do Iguaçu, (170 km);
- Chapecó (SC)- Rio Grande (RS), (600 km);
- Dionisio Cerqueira-Itajaí, (550 km), prolongamento da EF-280,[2] também denominada de Leste Oeste em Santa Catarina (Herval D’Oeste – Santa Cecília – Itajaí).